# Estació Central de Zúric
L'Estació Central de Zúric (en alemany Zürich Hauptbahnhof o Zürich HB) és l'estació de ferrocarril més gran de Zúric i també de Suïssa. Zúric és un important nucli ferroviari, amb serveis a i des de tot Suïssa i els seus països veïns com Alemanya, Itàlia, Àustria i França. Inicialment va ser construïda com el final de la Spanisch Brötli Bahn, la primera línia de ferrocarril completament construïda de Suïssa, convertint-se en una de les estacions més velles del país.
Està localitzada a Altstadt, un dels districtes de Zúric el qual correspon al centre històric de la ciutat, on es troben els rius Limmat i Sihl. El riu Sihl travessa l'estació a través d'un túnel que passa per sotes les vies del nivell superior i inferior. El complex de vies de l'estació s'estén uns quatre quilòmetres a l'oest.

## Línies
La planta principal disposa de 20 vies (vies 3-18 i 51-54). Les vies de la 3 a la 18 són utilitzades per als trens procedents de les zones més importants de Suïssa i també la majoria de trens internacionals com seria el cas d'EuroCity, Cisalpino, TGV i InterCityExpress. Les vies de la 51 a la 54 són utilitzades pels trens S-Bahn de Zúric i per trens addicionals implantats en hora punta a través de les estacions de Zürich Enge i/o Zürich Wipkingen.